# Macon (Georgia)
Macon is een stad in de Amerikaanse staat Georgia en hoofdplaats van Bibb County. Er wonen 91.351 mensen (2010).

## Geschiedenis
De stad werd in 1823 gesticht en is vernoemd naar Nathalien Macon, die van 1791 tot 1828 lid was van het Amerikaans Congres.

## Economie
In Macon liggen onder andere textielindustrieën en porseleinfabrieken en wordt materiaal vervaardigd voor de luchtvaart.

## Plaatsen in de nabije omgeving
De onderstaande figuur toont nabijgelegen plaatsen in een straal van 28 km rond Macon.

## Geboren in Macon
- P.J. Koets (1901-1995), leraar, journalist en politicus
- Melvyn Douglas (1901-1981), acteur
- Little Richard (1932-2020) zanger en pianist
- Howard Tate (1939-2011), soulzanger
- Blake Clark (1946), acteur
- Sonny Carter (1947-1991), astronaut
- David Perdue (1949), senator van Georgia
- Randy Crawford (1952), zangeres
- Antonio Pettigrew (1967), sprinter
- Carrie Preston (1967), actrice
- Jason Aldean (1977), countryzanger

- Allman Brothers Band (jaren '70), geboortestad van de invloedrijke southern rock & bluesband

## Overleden
- Duane Allman (1946-1971), gitarist